# WrestleMania 38
WrestleMania 38 a fost un eveniment de wrestling produs de WWE. A fost cea de-a 38-a WrestleMania anuală și a avut loc ca un eveniment de două nopți, sâmbătă, 2 aprilie și duminică, 3 aprilie 2022, pe stadionul AT&T din orașul metroplex Dallas–Fort Worth din Arlington, Texas. Evenimentul a fost difuzat prin pay-per-view (PPV) și livestreaming și a prezentat luptători din diviziile Raw și SmackDown ale promoției.
Evenimentul a fost al patrulea WrestleMania care a avut loc în statul Texas (după X-Seven, 25 și 32) și al doilea pe stadionul AT&T după WrestleMania 32 în 2016. A fost al treilea WrestleMania care a avut în prim plan meciul Brock Lesnar împotriva lui Roman Reigns (după 31 și 34). WWE a declarat meciul drept „Cel mai mare meci WrestleMania din toate timpurile”, care a fost un meci Winner Takes All pentru cele două centuri mondiale ale promoției, WWE Championship din Raw și Universal Championship din SmackDown, care au fost deținute de Lesnar și, respectiv, Reigns. Acesta este, de asemenea, ultimul WrestleMania care se va desfășura sub controlul creativ al lui Vince McMahon, după retragerea acestuia pe 22 iulie; McMahon a fost președinte și director executiv al companiei din 1982 și a creat WrestleMania în 1985 și, deși s-a întors în companie ca președinte executiv pe 10 ianuarie 2023, nu a avut nicio implicare în producția evenimentului. Implicarea lui McMahon în eveniment, în orice calitate, avea să se încheie, deoarece în urma unui proces din ianuarie 2024, McMahon a demisionat din funcția de președinte al TKO Group Holdings, compania-mamă a WWE.
Cardul a cuprins un total de 16 meciuri, dintre care șapte în prima seară și nouă în a doua. Într-un meci improvizat care a servit ca eveniment principal pentru Night 1, „Stone Cold” Steve Austin l-a învins pe Kevin Owens într-un meci No Holds Barred, marcând primul meci al lui Austin de la WrestleMania XIX în 2003 și ultimul meci al carierei sale în general. Această întâlnire fusese inițial promovată ca o ediție specială a „KO Show” al lui Owens, cu Austin ca invitat special. Alte meciuri proeminente l-au văzut pe Cody Rhodes care a revenit și l-a învins pe Seth „Freakin” Rollins, Charlotte Flair a învins-o pe Ronda Rousey pentru a păstra SmackDown Women’s Championship, iar Bianca Belair a învins-o pe Becky Lynch pentru a câștiga Raw Women’s Championship, începând cu domnia ei record de 420 de zile. În evenimentul principal pentru Night 2, campionul universal de la SmackDown, Roman Reigns, l-a învins pe campionul WWE de la Raw, Brock Lesnar, pentru a revendica ambele titluri și a deveni recunoscut drept Campionul Universal WWE de necontestat. În alte meciuri proeminente, Johnny Knoxville de la Jackass l-a învins pe Sami Zayn într-un meci Anything Goes, iar Edge l-a învins pe AJ Styles. Night 2 l-a prezentat și pe președintele WWE, Vince McMahon, învingându-l pe comentatorul SmackDown Pat McAfee într-un meci improvizat după ce McAfee l-a învins pe Austin Theory, marcând primul meci al lui McMahon din 2012 și ultimul meci din cariera lui. Tot în noaptea a 2-a, echipa formată din Sasha Banks și Naomi a câștigat WWE Women's Tag Team într-un meci între patru echipe; acesta a fost ultimul meci WWE pay-per-view al lui Banks.
Evenimentul a primit recenzii mixte sau pozitive din partea criticilor, care au lăudat meciul pentru WWE Women's Championship, meciul Raw Tag Team Championship, Johnny Knoxville împotriva luiSami Zayn, Edge împotriva lui AJ Styles, performanța lui Pat McAfee și Logan Paul, Cody Rhodes vs. Seth "Freakin" Rollins și revenirea în ring a lui „Stone Cold” Steve Austin în timp ce criticate sunt main event-ul din Noaptea 2, Sheamus și Ridge Holland vs. The New Day și Vince McMahon vs. McAfee.